# Claude de Romefort
Claude de Romefort (né le 1er janvier 1918 à Marseille et mort le 21 novembre 2010 à Chatuzange dans la Drôme) est imprimeur, éditeur, peintre et dessinateur français.

## Biographie
Claude de Romefort fait ses études à Marseille chez les Jésuites puis à Mélizan. En classe, il remplit ses cahiers de dessins et de caricatures et à 15 ans, il crée plusieurs bandes dessinées dans un style inspiré de Töpffer. En 1934, Il entre à l'École des beaux-arts de Marseille. En 1937-38, il intègre l'Académie Julian à Paris, au 31 rue du Dragon dans le 6e arrondissement.
Mobilisé en septembre 1939, il devient officier aspirant à la base aérienne de Bordeaux-Mérignac, démobilisé fin 1940, il rentre à Marseille. Il épouse Marie Antoinette Corliet de Coursac, sa collègue des Beaux-Arts avec qui il a partagé des premiers prix, et s'installe à Romans-sur-Isère. Il continue à peindre notamment pour Paris. Ses dessins sont marqués par l'expressionnisme allemand, si bien que son entourage lui déconseille de présenter ce style au prix de la jeune peinture car, après quatre ans de guerre, la société aspire à plus de légèreté : « et Bernard Buffet emporta le prix » lâche-t-il amusé.
Claude de Romefort fait des dessins humoristiques pour plusieurs journaux et crée une petite entreprise de publicité, la Sérigraphie Romefort qu'il va transférer quelques années plus tard à Marseille en conservant le même nom. Il s'associe alors à un ancien camarade de classe, Robert Morlot, et adhère au Centre des jeunes patrons de Marseille. II dessine des affiches, cartes de vœux, calendriers et panneaux publicitaires tirés en sérigraphie pour les entreprises marseillaises. Pour la Société Margnat, il crée des séries de publicités accompagnées de poèmes à la gloire du vin qui recouvrent les parois intérieures des autobus de la ville. Fernandel est un de ses clients.
Pierre Seghers découvre ses illustrations dans un manuscrit qu'il vient de recevoir et lui écrit le 21 octobre 1953 : « Je veux vous dire tout de suite que j'ai été infiniment sensible à vos illustrations. Il y a une force, une personnalité, une présence qui sont d'un vrai peintre... Je pourrais éventuellement envisager de vous demander votre collaboration ». Il lui confie, la même année, le second tirage en sérigraphie du poème de Paul Éluard, Liberté, j'écris ton nom, illustré par Fernand Léger.
En 1957 et 1958, Claude de Romefort édite également trois livres en sérigraphie qu'il illustre sous des pseudonymes, T.P. Grieg et Brevent, pour éviter la répétition du même nom entre auteur/éditeur et/ou illustrateur,,.
En octobre 1962, la sérigraphie est cédée au Comptoir Franco-Britannique d'Encres d'Imprimerie et Romefort installe un atelier de peinture à son domicile au Prophète, à Marseille. Il conserve une machine de sérigraphie, ce qui lui permet d'éditer en 1963 un livre d'art par l'Union des bibliophiles de France avec un texte de son frère, Jacques de Romefort, O.P. archiviste paléographe : L'Empire occitan ou l'Éternelle colonie et illustré par le peintre marseillais Pierre Ambrogiani,,. La même année, il sort un second livre d'art : Vanina Vanini de Stendhal, dont il calligraphie le texte à la plume et demande à un autre peintre marseillais, Antoine Ferrari, d'illustrer le récit.
Romefort se remet aussi à la peinture dans son atelier du Prophète. Il découvre l'Italie et expose à Aix-en-Provence et Marseille entre 1965 et 1967, mais il travaille surtout pour des antiquaires et des marchands italiens qui lui commandent de nombreux tableaux et dessins. Pour l'Italie, il multiplie des peintures de vedute, Rome, Venise, Florence, et pour des commandes de particuliers, il reproduit plusieurs fois, sur bois ou sur toile, la célèbre bataille de Morone du palais ducal de Mantoue. Il peint aussi de nombreux châteaux de la Loire très appréciés des Italiens et régulièrement, chaque mois, il livre ses peintures en Italie avec son épouse qui, de son côté, peint des natures mortes. Il dit avec humour qu'il est un « faiseur d'images ».
Toujours avec son épouse, Romefort peint les murs de la chapelle de Calas en Provence (les fresques seront détruites par des jeunes, plusieurs années plus tard !).
En 1968, il édite un livre d'art entièrement fait à la main dont chaque exemplaire est un original. Le texte, Incidence, un récit de Chateaubriand à Venise, est écrit à la plume et illustré de nombreuses vues de Venise à l'encre de chine, à main levée et au pinceau sec, ainsi que des gouaches,.
En 1975, le taux de change de la lire devenant de plus en plus défavorable, Romefort laisse l'Italie et ses peintures partent pour Londres.

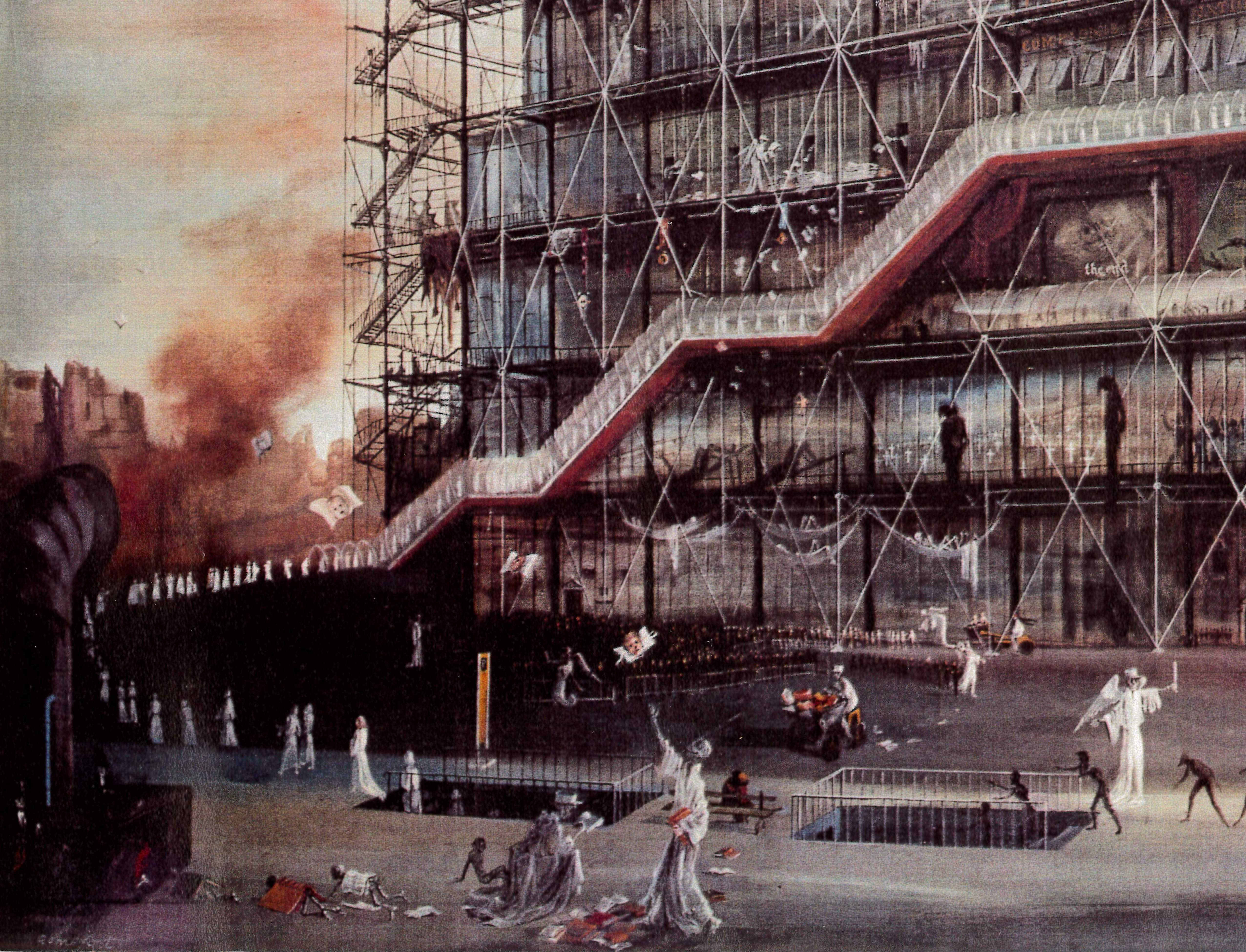
Claude de Romefort, Jugement dernier, 1976 (détail)

En 1976, à Paris, il découvre Beaubourg et l'immense chantier des Halles, c'est le choc. Il applique sa technique picturale aux grands chantiers de Paris. De retour à Marseille, il peint un jugement dernier de grande dimension et explique: « ayant constaté un jour que le palais Pompidou comportait sept étages, autant que les sept pêchés capitaux, qu'une rampe de lancement pouvait être utilisée pour l'envol des âmes pieuses et que l’accès des parcs souterrains était encombré par de pauvre âmes maudites, j'eus l'idée de peindre un jugement dernier sur cette folle façade »
Il obtient un laisser passer pour l’accès au chantier des Halles qu'il parcourt en prenant photos et croquis. En 1987, Il obtiendra également une autorisation pour se rendre sur le chantier du Grand Louvre. Il peint aussi Beaubourg en travaux qu'il peuple de personnages des tableaux du Louvre dont La Liberté guidant le peuple brandissant une pancarte « chantier interdit au public». Sa Liberté sera exposée au Louvre, au Pavillon de Flore, en 1982 avec celle de Delacroix.
Jean Marie Tasset, critique d'art au Figaro, le classe dans la famille des peintres métaréalistes : Romefort « puise son inspiration dans le paysage urbain qui se métamorphose sous la pioche des démolisseurs, ils nous entoure d'architecture sans équivoque où déambulent les fantômes des musées et des monstres sacrés de l'Histoire».
En 1979, Romefort se retire à la campagne dans la Drôme avec son épouse. Il installe un nouvel atelier dans lequel il prépare plusieurs expositions, notamment pour la Galerie de peintures Bijan Aalam:  Paris Pékin  à la suite d'un voyage en Chine en octobre 1979;  Paris-Révolution  pour le bicentenaire de 1789. Il participe aussi à des expositions de groupes sur des thèmes précis: 1978, Les Métaréalistes  à la galerie Bellint, œuvres réunies par Jean Marie Tasset;  Miroirs du fantastique  à la galerie Bijan Aalam en 1981, ou encore, en 1985, au centre d'Art Contemporain du Prince Murat pour le centenaire de Victor Hugo: 40 artistes regardent Victor Hugo.
En 1988, la Mairie du premier arrondissement de Paris lui consacre une exposition : Paris-Romefort. En 1990, la Mairie du sixième arrondissement de Paris: Rêver Venise, et en 1993, il expose Venise.à Saint-Lager, au château des Ravatys.
En 1999, à Romans sur Isère, une rétrospective réunissant l'ensemble de ses œuvres révèle le parcours original du peintre. Romefort « C'est un peu la rencontre de Canaletto et de Max Jacob».

## Expositions
- Paris 1946 : exposition de dessins rue du Dragon
- Paris 1946 ou 1947 : œuvre présentée au prix de la jeune peinture, Galerie Drouant David
- Italie 1965 à 1974 : peintures et dessins régulièrement exposés à Venise, Bottega Oswaldo Böhn ; Montanara, Galleria Scani ; Milan, foire internationale...
- Aix-en-Provence 1965 : Galerie Lorenzaccio Venise
- Aix en Provence 1966 : Galerie Lorenzaccio, Venise, peinture et dessins
- Marseille 1967 : Galerie Alain le Breton, Vues de Venise
- Londres 1975 /1977 : Campbell & Franks fine arts
- Paris 1977 : Galerie Bijan Aalam et le Centre Culturel du Marais, Romefort, les rêveries d'un fossoyeur solitaire
- Paris 1978 : Galerie Eric Fabre, exposition de groupe, Collectif B.A.
- Paris 1978 : Galerie Bellint, exposition de groupe, Les Métaréalistes
- Paris 1979 : Galerie Bijan Aalam, Romefort, vedute: Paris, Rome, Venise
- Paris 1980 : Galerie Bijan Aalam, Romefort, Paris-Pékin
- Paris 1981 : Galerie Bijan Aalam et Mr André Parinaud, Miroirs du Fantastique
- Toulouse 1981 : Galerie Protée, Toulouse vue par les peintres.
- Paris 1982 : Galerie Michel Ozenne, exposition de groupe: avant propos
- Paris 1982 : Musée du Louvre, Pavillon de Flore: La Liberté guidant le peuple de Delacroix
- Eure 1982: Château de Vascoeuil, exposition de groupe: L'art fantastique
- Nointel 1984 : Centre d'Art Contemporain du Prince Murat: Romefort, Peintures
- Nointel 1985 : Centre d'Art Contemporain du Prince Murat: 40 artistes regardent Victor Hugo
- Paris 1986 : Galerie Jan de Maere & Ozenne, Romefort, sur la place publique
- Paris 1987 : Galerie Jan de Maere & Ozenne, Romefort, aquarelles pour le Grand Louvre
- Paris 1988 : Mairie du premier arrondissement, Paris-Romefort, aquarelles et peintures
- Paris 1988 : Paris Théâtre Montparnasse, Peintures de Romefort
- Paris 1989 : Galerie Jan de Maere&Ozenne, Romefort-Révolution
- Paris 1990 : Mairie du sixième Arrondissement, Rêver Venise
- Saint-Lager 1993 : Château des Ravatys, Venise
- Romans sur Isère 1999 : Hôtel Duport Roux, Rétrospective

## Œuvres diverses
Dessins humoristiques pour la presse (entre 1946 et 1952)
- Ici France[24]; Le Dauphiné Libéré; V Magazine; Paysage[25]; L’Étrave, revue d'art et de littérature[26]…

Sérigraphie
- Création de nombreuses affiches, calendriers, cartes de vœux, objets publicitaires.
- Impression Liberté, j'écris ton nom, (Sérigraphie Romefort), édité par Seghers 1953[3]

Livres d'art
(Illustrés et édités par la Sérigraphie Romefort)
- L'Or blanc et l'Or noir, sel et pétrole par le R.P. Jacques de Romefort et Edouard Rastoin, (illustration de Claude de Romefort sous le pseudonyme T.P.Grieg), Éditions Morlot, Marseille, 1958
- Provence de Constant Vautravers, illustration de Claude de Romefort sous le pseudonyme T.P.Grieg[4].
- Villages de Provence de Corliet (son épouse), illustré par Claude de Romefort sous le pseudonyme Brevent[6]

(Édités en sérigraphie)
- L'Empire occitan ou l'Éternelle colonie du R.P. de Romefort, illustré par Pierre Ambroggiani[7]
- Vanina Vanini de Stendhal, texte calligraphié par Claude Romefort, illustré par Antoine Ferrari[10]

(Réalisé entièrement à la main, texte et illustrations par Claude de Romefort)
- Incidence de Chateaubriand, texte écrit à la plume et illustré de gouaches et encre de chine originales par Claude de Romefort[14].

Autres illustrations
La vie étonnante de Joseph Lallemand, apôtre de la jeunesse, par Henry Arnaud, 1966
Décors
- Peintures pour le salon chinois de l'Hôtel particulier Ratta de Gargaille (ex du Chaffaut) Avignon
- Peintures et décors de la salle à manger du château de La Barollière, Limonest (Rhône)
- Décor des volets d'un orgue d'un particulier[28]
- Fresques dans la chapelle de Calas[12]

## Œuvres dans les lieux publics
- Musée Carnavalet : peinture, Le trou des Halles  et deux gouaches représentant Paris
- Mairie de Romans sur Isère: Marques Avenue, l'adieu aux armes[29]

## Articles sur le peintre
- « Calas a fait des ruines de sa chapelle un prétexte d'art et de foi » Abbé Joseph Rey, La voix de notre clocher[30], Pâques 1961
- « Claude de Romefort chez Lorenzaccio, quand Venise nous est contée » J.P. Zaoul, Le Provençal  juillet 1966
- « Pierre Deval et Claude de Romefort exposent chez Lorenzaccio » C. Darrozze, Le Méridional 13/07/1966 :
- « Romefort, le gout de l'anecdote » M.H. Parinaud, Arts et Lettres no 175, 1977 :
- « Romefort, piéton de Paris » Pierre Mazard, Le Figaro 13/12/1977,
- « Échanges troublants» " Le Monde  8/02/1978
- « Promenade parmi les chefs-d’œuvre » Le Nouveau Journal, 7/01/1978,
- « Les expositions de Paris » Pierre Sabatier, Vieilles Maisons Françaises (V.M.F.) avril 1978:
- « Le cœur du vieux Paris » Suzanne Tenand, La Tribune des Nations  27/01/1978
- « Une révélation les métaréalistes, les nouveaux peintres du mystère » Jean Marie Tasset, Le Figaro Magazine 16/12/78
- « Les Métaréalistes » J.M. Dunoyer Le Monde  24-25/12/1978
- « Paysages de Chine peints façon Canaletto par Romefort» Claudine Laissis: Aujourd'hui la Chine  juin 1980
- « La Chine comme vous ne l'avez jamais vue » J.M. Tasset: Le Figaro Magazine 12/04/1980
- « Les tribulations d'un peintre en Chine » J.M. Goudard et J. Seguela, Signature[31]  juillet 1980 :
- « Romefort, premiers paysages de Chine » J.Warnod Le Figaro 20/06/1980 :
- « Deux mois pour peindre la Chine » C. Lajus  Le Dauphiné libéré  21/07/1980
- « Romans-Hongkong en train, Romefort est allé peindre en Chine » C. Lajus Le Dauphiné Libéré  20/08/80 :
- « La Liberté guidant le peuple » L'Impartial de la Drôme Août 1982
- « Romefort, un chroniqueur pictural » La Gazette du Val-d'Oise, février 1984
- « Exposition temporaire à Nointel, Claude de Romefort » Le Parisien Libéré  1984
- « Romefort ou le triomphe de l'exigence» J.L. Blanc L'Impartial  01/11/1986 :
- « Romefort, le regard double » S.L. Le Figaro  23/09/1989.
- « Venise au Château des Ravatys » Le Progrès  Belleville, 18/08/1993
- « Embarquement pour Venise » Michèle Moreau Le Patriote 27/08/1993
- « Romefort, une vie de peinture» N.M. L'Impartial 19/08/1999 :
- « La peinture, une chose bien curieuse » Nadège Valla Le Dauphiné Libéré 19/08/1999, :
- « Le romanais Claude de Romefort, un peintre hors norme » Drôme Patrimoine SSAMD[32]  13/11/2011

## Catalogues et revues
- Les Métaréalistes  J.M. Tasset, galerie Bellint, 1978[33]
- La Liberté guidant le peuple, Dossiers du département des peintures no 26 (Musée du Louvre, La réunion des musées nationaux) (Romefort no 75)[34]
- Les fonctions de l'Art  Nicos Hadjinicolaou, in Persée « Actes de la recherche en Sciences Sociales » juin 1979 vol. no 28 pp 3-26 (Romefort p8)[35]
- Tableaux et objets fantastiques  28/02/1986 Catalogue Cornette Saint Cyr[23]
- Rêver Venise, Programme du 13e festival de la foire de Saint Germain, Mairie du 6e arrondissement de Paris, 1990 (dont deux photos des 12 tableaux exposés de Romefort)[36]